# ヒュンダイ・HB20
HB20は、ヒュンダイが製造・販売している自動車である。

## 概要
2012年9月12日、バイーア州コマンダトゥーバで発表。ヒュンダイが6億USドルを投じてサンパウロ州ピラシカーバに建設した新工場にて9月20日から生産が行われ、10月初めから販売を開始する予定である。
HB20はヒュンダイの現地化戦略の拡大の一環として、ブラジル専用に開発された車種である。車名のHB20は"Hyundai Brazil"の頭文字「HB」と、車格（Bセグメント）を示す数字「20」を組み合わせたものである。開発には約5年の期間を費やし、構想段階からブラジルの典型的な道路状況や顧客の嗜好に最適化した車の開発を行うべく、ブラジルと韓国の多数のエンジニアがこのプロジェクトに従事した。
HB20はヒュンダイ初のフレックス燃料車である。エンジンは直列3気筒 1.0L 「カッパ」はエタノール走行時で58.8kW (80仏馬力)、ガソリン走行時で55.1kW (75仏馬力)を発揮する。直列4気筒 1.6L 「ガンマ」はエタノール走行時で94kW (128仏馬力)、ガソリン走行時で89.7kW (122仏馬力)を発揮する。トランスミッションは5速MTが標準で、1.6Lのみ4速ATも設定される。
装備は油圧式パワーステアリング、前席デュアルエアバッグ、エアコン、ブレーキランプ内蔵スポイラー、リアウインドシールドワイパーなどが最廉価グレードでも標準装備される。